# Узбекский ковёр

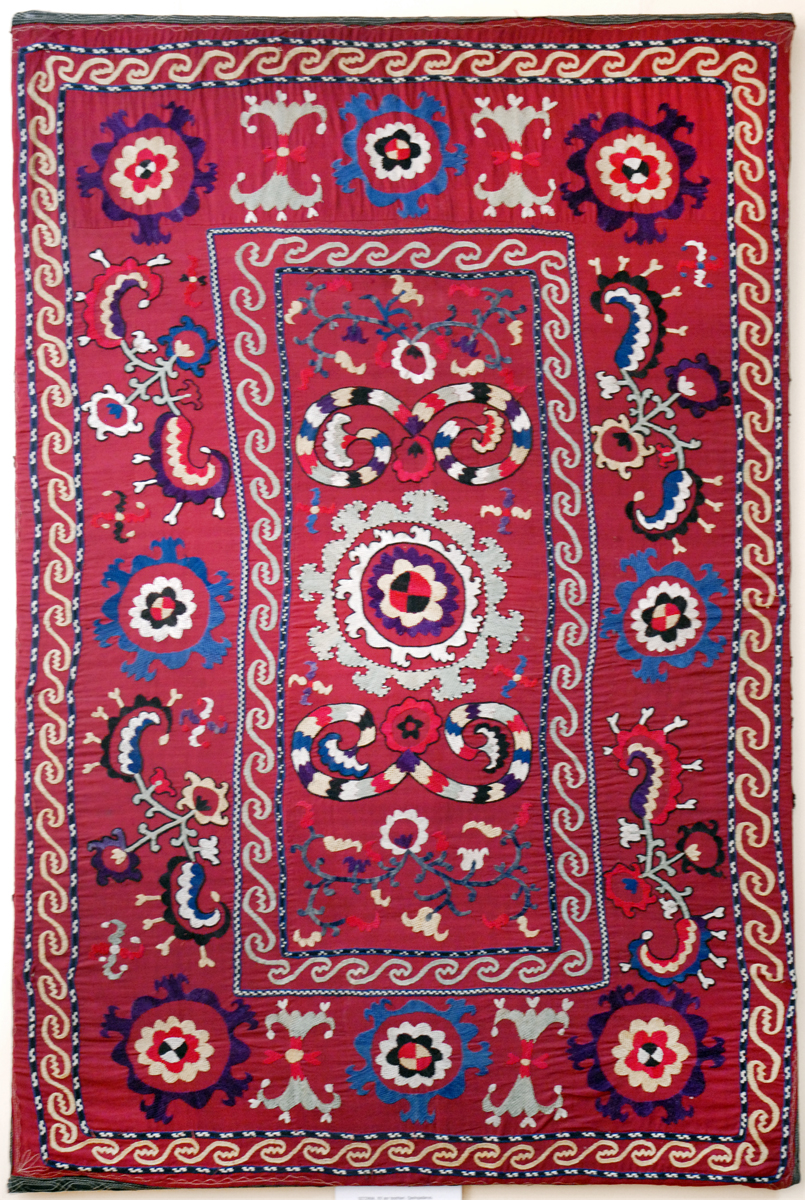
Узбекский ковёр

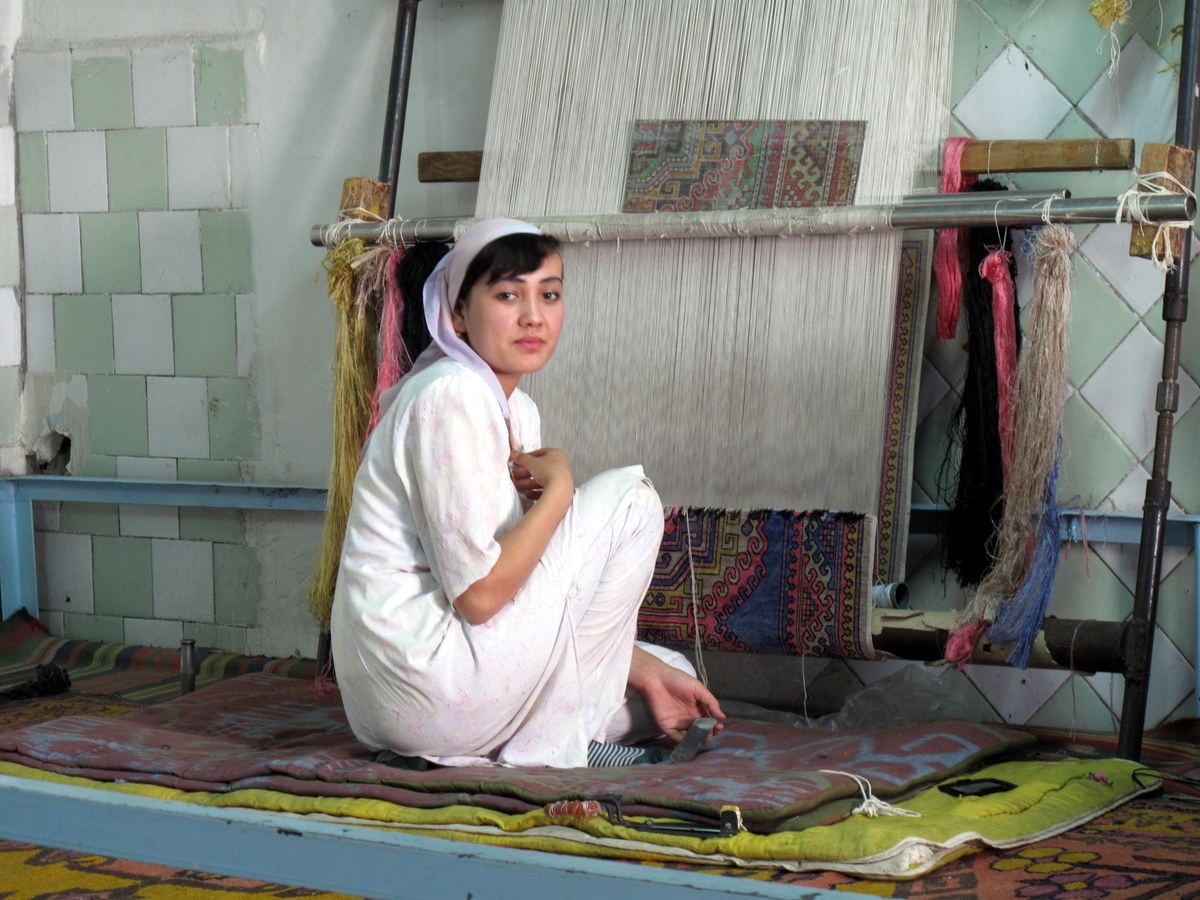
Процесс ковроткачества

Узбекский ковёр — один из наиболее известных ковров ручной работы, производимый узбеками. Ковроделие, являясь одним из видов узбекского декоративно-прикладного искусства, неразрывно связано с другими видами декоративно-прикладного искусства узбеков, продолжая традиции других видов национального изобразительного искусства. Исконно ковроткачество в Узбекистане процветает в таких селениях, как Камаши, Хаджаки и Джейнау в Кашкадарьинской области.

## История развития
На территорию современного Узбекистана в XIV веке с Ближнего Востока эмигрировали некоторые арабские роды. С XVIII века их потомки начали промысел ковроткачеством, проживая в долине реки Кашкадарьи.

## Виды ковров
Ковры делятся на несколько видов по длине ворса: «джульхирсы», «гиламы» и «паласы». 

Джульхирсы — длинноворсовые ковры. Этот вид ковра больше всего сохранил в себе традиции монументального ткачества, обычно его ткут с помощью каменных и деревянных веретен. Джульхирсы чаще всего можно найти в Самарканде. 

Гиламы — коротковорсые ковры. Обычно гиламы красно-коричневые, с простыми геометрическими узорами. Распространены в Бухаре.

Паласы — безворсовые ковры. Такие ковры обычно ткутся из хлопка, кенафа и шерсти. Они тоже подразделяются на несколько видов — «кошма», «араби», «гажари» и «терма». Чаще всего их можно найти в Бухаре.

## Функции ковра
Узбекские ковры обычно несут декоративную функцию: очень часто их стелют на полу или вешают на стену. Также их могут расстелить на айване в тени деревьев.

## Узоры ковра
Ковры обычно ткутся из темной овечьей шерсти или светло-коричневой верблюжьей шерсти. Традиционно общий тон изделий — кирпично-красный, но в коврах часто присутствуют желтые, синие и белые цвета. Орнаментальным мотивам чаще всего присущ геометрический характер.